# クイズ仕事人
『クイズ仕事人』（クイズしごとにん）は、1988年10月14日から1991年3月18日まで朝日放送（ABCテレビ）が制作・放送していたクイズ番組。
本項では1991年4月15日から同年9月16日までテレビ朝日系列局で放送された後継番組『クイズバトルロイヤル待ったあり!』についても取り上げる。

## 概要
当初は関西ローカル（毎週金曜 23:25 - 翌0:20）だったが、視聴率20%超を記録したことがきっかけとなり、1990年5月に毎週月曜日20時のゴールデン昇格と全国放送となり、収録も東京で行われるようになった。タイトルは、かつて朝日放送がで制作していた時代劇・必殺シリーズの『必殺仕事人』から。
番組の体裁としては、後に放送された『クイズ!紳助くん』とほぼ同じで、毎回ある1つの仕事にスポットライトを当て、それに関連するドキュメントとその中から出題するクイズを1回の放送につき3、4問程度出題するというものだった。正解者には各問題ごとに賞品がプレゼントされ、トップ賞を獲得したパネラーは獲得賞品の中から1つをくじ引きで選び（全問正解の場合は欲しいものを選べる）、さらに獲得賞品の中から1つを視聴者にプレゼントした。
全国放送になってからは、番組スポンサーからの商品もあった。例として、当時紳助がCMに出演していた「C1000タケダ」や東芝の電化製品などあった。

## 出演者等

### 司会
- 島田紳助

### アシスタント
- 初代：坂口美津穂 - 関西ローカル時代の1988年10月から1989年9月まで出演。
- 2代目：武谷三代（現・武谷真名） - 関西ローカル時代の1989年10月から1990年4月まで出演。
- 3代目：生稲晃子 - 全国ネット後の1990年5月から1991年3月まで出演。

### 解答者
- 横山ノック
- 円広志
- 加賀まりこ
- 榊原郁恵
- 立花理佐
- 舛添要一 - 全国ネット後
- 小川菜摘 - 関西ローカル時代
- 堀ちえみ - 関西ローカル時代。小川菜摘の降板後に出演。
- ほか

### ナレーター
- 川下大洋 - 関西ローカル時代
- 古谷徹 - 全国ネット後

### テーマ曲
オープニングテーマ
「シュガー・ベイビー・ラヴ」
歌：ルベッツ
エンディングテーマ
関西ローカル時代
「ラヴァーズ・コンチェルト」
歌：サラ・ヴォーン
全国ネット化後
「蒼い終列車」
作詞・作曲・歌：円広志
「雪の降る人」
作詞・売野雅勇／作曲・鈴木キサブロー／歌：円広志

## スタッフ
- 構成者：檀上茂、萩原芳樹、浜田尊弘、藤田智信、伊東桂子、長谷川勝士(全国ネット後)
- ブレーン：宮地美由紀、上室尚子、坪内美樹、石田昌弘、貞平真喜子
- 美術：高岡慎治
- デザイン：好宮康範
- 技術：田中康彦
- 取材ディレクター：砂野信、北野弘、中澄克司、河合湊平、中野義也
- ディレクター：沖中進→今村俊昭、岩城正良
- プロデューサー：岩本靖夫→沖中進
- 制作：北條信之
- VTR取材：大阪東通、各務プロダクション
- 制作協力：吉本興業、大阪東通
- 制作・著作：ABC（朝日放送）

## エピソード
- この番組の最大の特徴は、解答者の円広志をいじめることである。円にだけ判定を厳しくしたり、言いがかりをつけて賞品を与えないといったことをした。これは紳助が円を目立たせるための演出であるが、東京での視聴率が極めて低かった一因になっていると考えられる。全国ネット時代の番組宣伝広告には「紳助が司会をするクイズ番組が公平なわけがない」と書いてあった。
- 関西ローカル時代には、一時期独立UHF局であるテレビ埼玉でも放送されていた。
- ローカル時代は関西の人ばかりを取り上げていたが、全国放送になって予算が10倍になったといい、海外で活躍する日本人ばかりを取材するようになった。
- 当時近鉄に在籍していた野茂英雄がゲスト出演した際、全問正解のパーフェクトを達成した。
- アシスタントが紳助や解答者にいじられることもたびたびあり、CM中に嘘を教えられたアシスタントの坂口美津穂は「大石内蔵助」を「だいこくないくらのすけ」と読まされてしまったこともあった。
  - 実際はCM中に坂口が原稿（VTR後の問題文）の下読みをしているときに「大石内蔵助」を「おおいしないぞうのすけ」と読みスタジオが大爆笑となってしまい、出演していた原田伸郎に「だいこくないくらのすけ」と嘘を教えたら信じ込んだ坂口がそのまま読んだのが原因である。この時紳助は笑いが止まらずにO.A.ではCMが明けて紳助の爆笑する姿から始まり、紳助は「なぜ笑っているかは後でわかります」と説明していた。なお、紳助はTBSの『クイズ!当たって25%』で、忠臣蔵をテーマにしたピリオドの時に「大石内蔵助」を「おおいしないぞうのすけ」と読んだアシスタントがいたと全国ネットでバラしていた（名前は明かさなかったものの「星野伸之投手の奥さんです」と言っていた）。
- 初期には現金（大体五千円札）を紳助に払うことで解答を変更できるという勝手なルールが登場したが、後にお金を払う際に「これらのお金は○○基金に寄付させていただきます」というアナウンスがされるようになった（解答の変更は全国ネット版でもあったが、現金の支払いではなく点数の支払いに変更されている）。
- ゲスト解答者だった東尾修が回答フリップに放送禁止用語を記入してしまい、フリップにモザイク処理が掛けられるという珍事が起こった。

## クイズバトルロイヤル待ったあり!
深夜時代の高視聴率を売りに全国放送に昇格した同番組であるが、関東地区では、裏番組である「ナショナル劇場」や「志村けんのだいじょうぶだぁ」等には勝てず、視聴率も全く振るわず、関西と比べて数倍の視聴率格差が存在していた（番組中で紳助が「視聴率が関西は16%あるのに関東ではわずか3%だった」と語っていた回があった）。関東での視聴率アップを図って1991年4月15日放送から内容・出演者を一新した「クイズバトルロイヤル待ったあり」にリニューアルされた（スーパープロデュースと共同制作）。この番組から長野朝日放送がネット局に加わっている。
番組スタート時の会見で紳助は「関東で視聴率が10%を超えたらアシスタントの大島智子と一夜を共にする」という仰天発言をしたが、関東での視聴率は伸びなかった。また、5月6日と7月29日の2回、19時台の番組と共にプロ野球中継で休止した。
番組はリニューアル半年後の9月16日をもって放送終了し、2年後の1993年秋から、再び『ナイトinナイト』枠で同番組の形式を踏襲したローカル番組として「クイズ!紳助くん」がスタートした。

### 番組の特徴
- ルールを改正し、従来の個人戦から2人1組のチーム戦となった。解答者は1,000バトル（点数をバトルという単位で呼んだ）からスタートし、正解すれば賭け点が倍返しされ、不正解ならその分を減点させられる。
- 「待ったくん」と呼ばれる人形があり、オープニングクイズ（席枠決め）で最初の所持チームを決め、所持チームは他チームの回答を見た後にボタンを押して人形のライトを光らせて、指定したチームと自分のチームの答えを交換できるシステムを導入した。指定されたチームに「待ったくん」が移動するルールで、この「待ったくん」の使い方で多かったのは、最終問題の1つ前の問題で人形を持っているチームがわざとボケた解答を書き（しかもその問題は非常に簡単な場合が多かった）、他チームになすりつけるというものだったが、初期のころは単に「待ったくん」を持っているチームの解答に自信がなければ取り替えることもあった。また、「待ったくん」の初期は「学ランを着ている不良姿の紳助」だったが、のちに「ヘルメットを持ったレーシング服を着ている紳助」になり、2体とも「待った!」のポーズをしていた。
- 最終問題の前に点数が極端に少ないチームは、プレゼントや芸の披露などで紳助の裁量と独断により、プレゼント点が貰えた。
- 最終問題はジャンピングバトルで、『クイズ!仕事人』に引き続き桂小枝進行の4択クイズだったが、そののち、若手芸人4組などによる「階段登り」に変更された。4択問題の回答の内容によって紳助の独断で2・4・6・8倍の倍率を決め、正解すれば掛け金＋倍率が得点として加算された。最終問題終了時点でトップ賞を獲得した組を限定せず最終点が2万バトルを超えた組にはラスベガス旅行を獲得できた。

### 司会
- 島田紳助
- 大島智子

### レギュラー解答者
- 加賀まりこ・加賀千景 - 通称「加賀一族」。
- 円広志

### リポーター
- 新井由美子

### ナレーション
- 根岸雄一

### テーマ曲
オープニングテーマ
「泣き濡れてカニと戯るバトルロイヤル・ビーチ」
作詞：前田亘輝／作曲：春畑道哉／編曲・歌：TUBE
シングル曲としてリリースされていないが、1991年5月29日発売の11枚目のアルバム「湘南」に収録されている。
エンディングテーマ
「風のアルペジオ」
作詞・作曲：柴野繁幸／歌：円広志

### スタッフ
- 構成：石田章洋、佐藤かんじ、藤岡俊幸／萩原芳樹
- 技術：内山久光
- カメラ：伊藤輝雄
- 音声：入佐隆
- 照明：松本修一（ティ・エル・シー）
- 調整：赤松比呂志
- 効果：有馬克己（東京サウンド企画　現・スカイウォーカー）
- 編集：中野栄滋（東洋レコーディング）
- ＭＡ：村山巧（タムコスタジオ）
- タイトルCG：JCTV、PIXY
- タイトル：善家祝吉
- 調査：トマホーク、ペンハウス、プランニングジャパン
- 美術：岩本栄佐夫（タイム）
- デザイン：神崎竜
- スタイリスト：波多野としこ、十川ヒロコ
- 商品協力：フルハウス、ジュンプロモーション
- 技術協力：東通
- 取材協力：各務プロダクション
- 取材ディレクター：木部勇一
- 番組宣伝：川戸文夫（ABC）
- 制作進行：戸田明良
- ディレクター：岩本浩一、石和富志男、添田好明
- 演出：中尾尚志
- プロデューサー：森本茂樹（ABC）、上村達也（スーパープロデュース）
- チーフプロデューサー：北條信之（ABC）
- 制作協力：吉本興業
- 制作：朝日放送、スーパープロデュース

### エピソード
- 最終問題で全チームが全点を賭けて全滅となり、普通だと「優勝なし」となるが、最終問題の前に紳助のサインをおでこに書いたそのまんま東のいるチームがおでこ保証点を獲得し、紳助の裁量で、優勝する珍事があった。
- 最終回収録で最終問題の前に岡本夏生と組んだ布川敏和が途中海外ロケに行くために退席したが、最終問題で正解し、2万点突破でラスベガス旅行を獲得した。
- この番組終了後はドラマ枠となり、1991年10月から『ダウンタウン探偵組'91』（風間杜夫主演）がスタートしている。

## ネット局（1990年5月から）
放送系列は現在のもの。
| 放送対象地域  | 放送局           | 系列                          | ネット形態 | 備考                 |
| ------------- | ---------------- | ----------------------------- | ---------- | -------------------- |
| 関西広域圏    | 朝日放送         | テレビ朝日系列                | 制作局     | 現：朝日放送テレビ   |
| 関東広域圏    | テレビ朝日       | テレビ朝日系列                | 同時ネット |                      |
| 北海道        | 北海道テレビ     | テレビ朝日系列                | 同時ネット |                      |
| 青森県        | 青森放送         | 日本テレビ系列                | 遅れネット |                      |
| 岩手県        | IBC岩手放送      | TBS系列                       | 遅れネット |                      |
| 宮城県        | 東日本放送       | テレビ朝日系列                | 同時ネット |                      |
| 秋田県        | 秋田テレビ       | フジテレビ系列                | 遅れネット |                      |
| 山形県        | 山形放送         | 日本テレビ系列                | 遅れネット |                      |
| 福島県        | 福島放送         | テレビ朝日系列                | 同時ネット |                      |
| 新潟県        | 新潟テレビ21     | テレビ朝日系列                | 同時ネット |                      |
| 長野県        | テレビ信州       | 日本テレビ系列                | 遅れネット | 1991年3月まで        |
| 長野県        | 長野朝日放送     | テレビ朝日系列                | 同時ネット | 1991年4月開局から    |
| 山梨県        | 山梨放送         | 日本テレビ系列                | 遅れネット |                      |
| 静岡県        | 静岡朝日テレビ   | テレビ朝日系列                | 同時ネット | [ 2 ]                |
| 富山県        | 北日本放送       | 日本テレビ系列                | 遅れネット | 移行時期不明         |
| 富山県        | 富山テレビ       | フジテレビ系列                | 遅れネット | 1990年4月7日放送開始 |
| 石川県        | 北陸放送         | TBS系列                       | 遅れネット |                      |
| 福井県        | 福井放送         | 日本テレビ系列 テレビ朝日系列 | 遅れネット |                      |
| 中京広域圏    | 名古屋テレビ     | テレビ朝日系列                | 同時ネット |                      |
| 島根県 鳥取県 | 日本海テレビ     | 日本テレビ系列                | 遅れネット |                      |
| 広島県        | 広島ホームテレビ | テレビ朝日系列                | 同時ネット |                      |
| 山口県        | 山口放送         | 日本テレビ系列                | 遅れネット |                      |
| 香川県 岡山県 | 瀬戸内海放送     | テレビ朝日系列                | 同時ネット |                      |
| 愛媛県        | 南海放送         | 日本テレビ系列                | 遅れネット |                      |
| 高知県        | 高知放送         | 日本テレビ系列                | 遅れネット |                      |
| 徳島県        | 四国放送         | 日本テレビ系列                | 遅れネット |                      |
| 福岡県        | 九州朝日放送     | テレビ朝日系列                | 同時ネット |                      |
| 長崎県        | 長崎文化放送     | テレビ朝日系列                | 同時ネット |                      |
| 熊本県        | 熊本朝日放送     | テレビ朝日系列                | 同時ネット |                      |
| 宮崎県        | 宮崎放送         | TBS系列                       | 遅れネット |                      |
| 鹿児島県      | 鹿児島放送       | テレビ朝日系列                | 同時ネット |                      |